# Lukning
 "Closure properties" omdirigeres hertil. For andre betydninger af Closure properties, se Closure properties (flertydig).
En algebraisk mængde er lukket under en operation hvis udførelsen af operationen på elementer i mængden altid som resultat giver et element i den samme mængde. I sådan et tilfælde siges at mængden er lukket under operationen. Et eksempel er de reelle tal ved subtraktion, som er lukkede, hvorimod de naturlige tal ikke er: 3 − 8 = − 5, som ikke er et naturligt tall. Et andet eksempel er en mængde som kun består af tællet 0, der er lukket under addition, multiplikation og subtraktion. 
På lignende måde siges en mængde at være lukket under en samling af operationer hvis mængden er lukket under hver af de individuelle operationer.

## Grundlæggende egenskaber
En mængde, som er lukket under en operation eller samling af operationer, siges at tilfredsstille en lukningsegenskab. Ofte indføres en lukningsegenskab som et aksiom, der kaldes lukningsaksiomet.
Når en mængde S ikke er lukket under en operation, kan man ofte finde den mindste mængde som indeholder S og som er lukket. Denne mindste mængde kaldes lukningen af S (med hensyn til disse operationer). For eksempel er lukningen af de naturlige tal (betragtet som delmængde af de reelle tal) når det gælder subtraktion mængden af hele tal. Et vigtigt eksempel er topologisk lukning. Begrebet lukning generaliseres af Galois forbindelser, og yderligere af monader.
Mængden S skal være en delmængde af en lukket mængde for at lukningsoperationen er defineret.
| Matematik | Spire Denne artikel om matematik er en spire som bør udbygges. Du er velkommen til at hjælpe Wikipedia ved at udvide den. |